# Argia impura
Argia impura är en trollsländeart som beskrevs av Jules Pièrre Rambur 1842. Argia impura ingår i släktet Argia och familjen dammflicksländor. Inga underarter finns listade i Catalogue of Life.